# Natal'ja Neprjaeva
Natal'ja Michajlovna Neprjaeva (in russo Наталья Михайловна Непряева?; Tver', 6 settembre 1995) è una fondista russa, campionessa olimpica nella staffetta a Pechino 2022 e vincitrice della Coppa del Mondo nel 2022.

## Biografia
La Neprjaeva, attiva in gare FIS dal novembre del 2011, ha esordito in Coppa del Mondo il 1º marzo 2014 a Lahti (72ª) e ai Giochi olimpici invernali a Pyeongchang 2018, dove ha vinto la medaglia di bronzo nella staffetta e si è classificata 4ª nella sprint, 8ª nello skiathlon e 9ª nella sprint a squadre. Il 4 marzo 2018 ha ottenuto a Lahti il suo primo podio in Coppa del Mondo (2ª).
Nella stagione successiva ai Mondiali di Seefeld in Tirol, suo esordio iridato, ha vinto la medaglia di bronzo nello skiathlon e nella staffetta ed è stata 7ª nella 10 km, 9ª nella sprint e 4ª nella sprint a squadre. Nella stessa stagione 2018-2019 si è classificata 2ª nella Coppa del Mondo generale, staccata dalla vincitrice Ingvild Flugstad Østberg di 223 punti, e 3ª nella Coppa del Mondo di distanza, mentre in quella successiva ha conquistato la prima vittoria in Coppa del Mondo, il 26 gennaio 2020 a Oberstdorf. Ai Mondiali di Oberstdorf 2021 ha vinto la medaglia d'argento nella staffetta e si è classificata 12ª nella 10 km, 22ª nella sprint, 16ª nello skiathlon e 4ª nella sprint a squadre.
L'anno dopo ai XXIV Giochi olimpici invernali di Pechino 2022 ha vinto la medaglia d'oro nella staffetta, la medaglia d'argento nello skiathlon, la medaglia di bronzo nella sprint a squadre, si è piazzata 4ª nella 10 km e 14ª nella sprint e non ha completato la 30 km; in quella stagione 2021-2022 in Coppa del Mondo si è aggiudicata la classifica generale.

## Palmarès

### Olimpiadi
- 4 medaglie:
  - 1 oro (staffetta a Pechino 2022)
  - 1 argento (skiathlon a Pechino 2022)
  - 2 bronzi (staffetta a Pyeongchang 2018; sprint a squadre a Pechino 2022)

### Mondiali
- 3 medaglie:
  - 1 argento (staffetta a Oberstdorf 2021)
  - 2 bronzi (skiathlon, staffetta a Seefeld in Tirol 2019)

### Mondiali juniores
- 6 medaglie:
  - 1 oro (5 km a Val di Fiemme 2014)
  - 3 argenti (staffetta a Liberec 2013; staffetta a Val di Fiemme 2014; staffetta ad Almaty 2015)
  - 2 bronzi (5 km, sprint ad Almaty 2015)

### Coppa del Mondo
- Vincitrice della Coppa del Mondo nel 2022
- 17 podi (15 individuali, 2 a squadre):
  - 3 vittorie (2 individuali, 1 a squadre)
  - 10 secondi posti (9 individuali, 1 a squadre)
  - 4 terzi posti (individuali)

#### Coppa del Mondo - vittorie
| Data                            | Località                             | Nazione                  | Specialità                                                           |
| ------------------------------- | ------------------------------------ | ------------------------ | -------------------------------------------------------------------- |
| 26 gennaio 2020                 | Oberstdorf                           | Germania                 | SP TC                                                                |
| 5 dicembre 2021                 | Lillehammer                          | Norvegia                 | 4x5 km (con Julija Belorukova, Tat'jana Sorina e Veronika Stepanova) |
| 28 dicembre 2021 4 gennaio 2022 | Lenzerheide Oberstdorf Val di Fiemme | Svizzera Germania Italia | Tour de Ski                                                          |

Legenda:

TC = tecnica classica

SP = sprint

#### Coppa del Mondo - competizioni intermedie
- Vincitrice del Tour de Ski nel 2022
- 10 podi di tappa:
  - 4 vittorie
  - 3 secondi posti
  - 3 terzi posti

##### Coppa del Mondo - vittorie di tappa
| Data             | Località      | Nazione  | Competizione | Disciplina  |
| ---------------- | ------------- | -------- | ------------ | ----------- |
| 30 dicembre 2018 | Dobbiaco      | Italia   | Tour de Ski  | 10 km TL    |
| 8 gennaio 2021   | Val di Fiemme | Italia   | Tour de Ski  | 10 km TC MS |
| 1º gennaio 2022  | Oberstdorf    | Germania | Tour de Ski  | SP TC       |
| 3 gennaio 2022   | Val di Fiemme | Italia   | Tour de Ski  | 10 km TC MS |

Legenda:

TC = tecnica classica

TL = tecnica libera

MS = partenza in linea